# Anjuta
Anjuta è un ambiente di sviluppo integrato per i linguaggi di programmazione C, C++, Java e Python scritto per il progetto GNOME.
È distribuito sotto la GNU General Public License, ed è un software libero.
Lo sviluppo di nuove funzionalità è ormai interrotto dato il focus della comunità sul nuovo IDE GNOME Builder.

## Caratteristiche
L'obiettivo di Anjuta DevStudio è di ottenere un estensibile e personalizzabile IDE framework e allo stesso tempo fornire le implementazioni di comuni strumenti di sviluppo.
Le caratteristiche di Anjuta sono la gestione dei progetti, i template per la creazione di applicazioni e un debugger interattivo costruito sopra GDB, oltre che un potente editor di codice sorgente, con modalità di source browsing, completamento del codice e syntax highlighting.
libanjuta è il framework che realizza il plugin Anjuta IDE e Anjuta DevStudio molti dei comuni plugin di sviluppo.
Integra nuovi strumenti di programmazione, inclusi Glade Interface Designer e il Devhelp, ovvero un browser di aiuto per le API.